# Arrêt de caméra
L’arrêt de caméra est l’un des trucages ou truquages les plus anciens du cinéma. Il consiste à suspendre la prise de vues lors du tournage, produisant ainsi deux prises de vues distinctes, filmées selon un même cadrage, représentant une scène qui diffère d'une prise à l'autre par un ou plusieurs détails. Leur mise bout à bout fait croire à une modification instantanée d'ordre magique. Il a été employé pour la première fois le 28 août 1895 par un réalisateur et un scénariste de Thomas Edison, William Heise et Alfred Clark, chargés de trouver des sujets nouveaux, pour tourner une reconstitution de la décapitation de Marie Stuart, reine d’Écosse, condamnée pour trahison par sa cousine, la reine Élisabeth Ire d'Angleterre, en 1587. Le film s’intitule L'Exécution de Mary, reine des Écossais (The Execution of Mary, Queen of Scots), et dure moins d’une minute, comme tous les films de l’époque.
Par la suite, dès 1896, le réalisateur français Georges Méliès a utilisé abondamment ce trucage, dont la paternité lui a parfois été attribuée.
Le procédé continuera à faire florès dans toute l'histoire du cinéma. On peut également noter, par exemple, son utilisation récurrente dans la série télévisée américaine des années 1960 Ma sorcière bien-aimée (Bewitched). L’arrêt de caméra est finalisé aujourd’hui par des moyens numériques, mais il s’agit toujours du même trucage. En 2001, dans Le Seigneur des anneaux, le personnage principal, Frodon, disparaît aux yeux des mortels dès qu’il enfile le célèbre et magique anneau. En 2003, dans Un long dimanche de fiançailles, Jean-Pierre Jeunet utilise l'arrêt de caméra pour une séquence de décapitation.

## Technique

### La découverte du trucage
L’historien américain Charles Musser dit du film L’Exécution de Marie, reine des Écossais, qu’il apporte une innovation remarquable au cinéma.
L’arrêt de caméra se fait en deux temps : 
1. Pour le film de William Heise, la comédienne qui incarne Marie Stuart (Charles Musser précise qu’il s’agit en fait du secrétaire et trésorier de la Kinetoscope Company, Robert Thomae !) s’agenouille devant le bourreau et pose la tête sur le billot. Le bourreau lève sa hache.
2. À cet instant précis, le directeur de la prise de vues ordonne à tous de s’immobiliser, les figurants qui assistent à l’exécution, le bourreau, la reine se figent dans leur position du moment. L’opérateur arrête aussitôt le moteur électrique de la caméra Kinétographe, cet appareil de prise de vues qui a servi à tourner les premiers films du cinéma. Marie Stuart en chair et en os se relève alors et on lui substitue un mannequin portant la même robe et une tête postiche séparable. La caméra est remise en mouvement et au signal du réalisateur, la hache s’abat, la tête postiche roule sur le sol, le bourreau la ramasse et l’exhibe au public. « Après développement du film, il faut supprimer les traces de l’arrêt et du redémarrage de la caméra, ces opérations ayant provoqué à chaque fois sur la pellicule quelques photogrammes surexposés qu’il est nécessaire de couper, puis il faut rassembler par une collure les deux parties utiles de la prise de vues[2]. » Charles Musser montre bien, dans le choix de ses illustrations, la soudure à l’acétone (que les monteurs appellent improprement « collure ») qui réunit ces deux parties.

L’arrêt de caméra consiste donc, stricto sensu, en l’obtention de deux plans différents dans leur contenu mais ayant exactement le même cadrage par rapport à l’ensemble des personnages (si le but de l'arrêt de caméra est de modifier le décor) ou à l’ensemble du décor (si ce sont les personnages qui doivent disparaître, apparaître, ou se métamorphoser).

### La redécouverte de Georges Méliès
L’exécution de Marie Stuart ne marqua pas les esprits autant que les fantaisies du réalisateur Georges Méliès, qui relancèrent en France l’attrait du cinéma pour un public vite lassé par les « vues photographiques animées » de Louis Lumière. L’histoire du cinéma a retenu la fable merveilleuse de l’omnibus et du corbillard : « Projetant un film qu’il avait pris place de l’Opéra, (Georges Méliès) eut la surprise de voir un omnibus Madeleine-Bastille se transformer brusquement en corbillard. » Il se rappela que le mécanisme de sa caméra s’était bloqué alors qu’il filmait la circulation. Sans déplacer son appareil, il avait réessayé de tourner la manivelle d’entraînement. Après quelques tentatives, il avait réussi à remettre en mouvement son appareil. « Cet accident fut pour Méliès une vraie « pomme de Newton ». Ce spécialiste du truquage à la scène devint un spécialiste du truquage à l’écran. »
Georges Méliès a-t-il vu auparavant le bobineau de l'Edison Manufacturing Company, les films américains étant diffusés au Royaume-Uni par ses amis anglais (Robert W. Paul notamment) qui ont pu lui en parler ou le lui montrer ? Ou bien est-il sincère lorsqu’il évoque les circonstances accidentelles de la redécouverte personnelle de ce tour de passe-passe ? Nul ne saurait apporter de réponse. Mais le fait qu’il n’évoque à aucun moment l’indispensable coupure des images surexposées à la suite de l’arrêt, même brutal, et surtout au redémarrage de sa caméra place de l’Opéra, et qu’il souligne le côté miraculeux de cette manipulation qui exige en réalité ce délicat nettoyage des images surexposées qui révéleraient le trucage, peut faire penser que l’histoire était trop belle pour qu’un prestidigitateur de son niveau, spécialiste de l’illusion, n’éprouvât le plaisir de la partager avec son public et la presse. Des "collures" « étaient toujours pratiqués dans le cas d’une substitution dite « par arrêt de caméra ». Il paraît donc exclu que l’effet ait pu être découvert à la projection de la bande qu'il aurait enregistré par hasard ! »
Dès le début de ses projections au théâtre Robert-Houdin, qu’il avait racheté dix ans auparavant : « Georges Méliès était riche et vivait largement. Sa femme lui avait apporté une dot de vingt-cinq mille louis d’or et son père, industriel en chaussures, avait lui aussi une grosse fortune. Le théâtre Robert-Houdin, en pleine vogue, rapportait beaucoup. » C’est pourquoi Georges Méliès avait pu proposer à la famille Lumière une petite fortune pour acheter le brevet de leur caméra Cinématographe, proposition alléchante qu’ils avaient refusée cependant, les dix-huit mois de leurs projections au Salon indien du Grand Café leur avaient rapporté en effet dix fois plus, Georges Méliès ajoute à ses tours de magie la projection de films « documentaires » copiés sur ceux de Louis Lumière, puis il teste la présentation d’un film avec le truquage de l’arrêt de caméra utilisé par trois fois, Escamotage d'une dame au théâtre Robert-Houdin. Premier arrêt : la dame disparaît, deuxième arrêt : un squelette a pris sa place sur la chaise, troisième arrêt : la dame a réapparu sur son siège. Le succès public est tel que Georges Méliès oriente dorénavant sa production de films vers la fantaisie et le fantastique que permet de développer ce trucage qui a l’avantage sur les « trucs » de la scène de ne rien coûter, sinon le prix d’une soudure à l’acétone.
Il arrive ainsi, en 1900, à cumuler 24 arrêts de caméra pour Le Déshabillage impossible, dans lequel le client d’un hôtel tente de se déshabiller, mais dès qu’il enlève une pièce de vêtement, une autre la remplace instantanément, et pour finir, lorsqu’il se résigne à se coucher tout habillé, son lit s’envole… Ce film dure 2 minutes et 10 secondes, et, si l’on ne tient pas compte du début quand l’homme (Georges Méliès) entre dans la chambre, le rythme des substitutions est d’une occurrence toutes les quatre secondes. Un record que n’égalera pas son ami anglais William R. Paul, dont le réalisateur Walter R. Booth ne parvient la même année qu’à un total de quatorze arrêts de caméra pour une durée de 3 minutes 30 secondes dans son film Le Déshabillage mystérieux.
L’arrêt de caméra permet à Georges Méliès, et à ceux qui s’empressent à l’époque de faire « du Méliès », un choix à trois possibilités : les apparitions d’objets ou de personnages, et leur corollaire, les disparitions, et, plus expressives encore, les substitutions d’objets ou de personnages.

## L’image par image
Une technique actuellement bien rodée et en pleine évolution depuis une vingtaine d’années, n’existait pas à l’époque : le dessin animé sur support photographique, et sa sœur jumelle : la pixilation. Depuis 1892, le dessin animé, en tant que technique de récit, existait déjà dans le cadre du Théâtre optique du français Émile Reynaud, dont les films sont les premiers dessins animés du cinéma et duraient en continu, pour les plus courts environ 1 minute 30 secondes, et pour les plus longs environ 5 minutes, des durées que l’opérateur pouvait tripler en exécutant à volonté avec sa machine des marches arrières, des arrêts sur image, etc. Les dessins animés d’Émile Reynaud, que le réalisateur nommait pantomimes lumineuses, étaient dessinés image par image sur une pellicule souple de 70 mm de large composée de carrés de gélatine protégés de l'humidité par un recouvrement de gomme-laque. Ces techniques, que l’on nomme aussi image par image, sont une extension de la technique de l’arrêt de caméra avec substitution. En effet, l’animation n’est pas autre chose que la substitution devant la caméra d’un dessin par un autre, et la substitution de cet autre dessin par un nouveau dessin, etc. Il fallait seulement remédier à la nécessité de couper le négatif après chaque arrêt de caméra pour lui retirer les images surexposées provoquées par l’arrêt et le redémarrage de la caméra, ce qui aurait donné comme résultat une pellicule hachée de multiples « collures », véritable dentelle de celluloïd infiniment fragile et certainement impossible à copier sur une autre pellicule.
Le remède est découvert en avril 1906 par l’Américain James Stuart Blackton, qui donne le film Humorous Phases of Funny Faces (Phases amusantes de figures rigolotes). J. S. Blackton inaugure une sorte de retour à la photographie. En effet, le film est tourné photogramme après photogramme, à la manière d’un appareil photo, grâce à ce qu’on nomme le « tour de manivelle », un tour de la manivelle de la caméra déplace la pellicule d'un seul pas d'image (4 perforations) et enregistre un unique photogramme. « Ce procédé fut appelé en France "mouvement américain". Il était encore inconnu en Europe. » Cette fois, pas besoin de couper le négatif pour éliminer les images surexposées, la caméra est dédiée exclusivement à ce type de prises de vues.
J. S. Blackton expérimente aussi une technique voisine : la pixilation, avec The Haunted Hotel, où l'on voit sur une table réelle la préparation miraculeuse d'un vrai petit déjeuner, sans aucune intervention humaine : le couteau découpe lui-même les tartines, le café se verse tout seul, et le lait qui déborde de la tasse apporte avec lui un petit pantin, responsable sans doute de ce service invisible. Tout cela grâce au « mouvement américain », l'image par image. Mais en réalité, le procédé avait été découvert cinq ans auparavant, dans un autre but : le super accéléré. En 1901, un certain F. S. Armitage a l’idée de concentrer en moins de deux minutes la Démolition et reconstruction du Star Théâtre (New York) (Demolishing and Building Up the Star Theatre). Pendant les quelques semaines que prend cette opération, la caméra reste au même endroit, bien calée, filmant à travers la fenêtre d’un immeuble placé juste en face. Le premier jour, le cinéaste prend à cadence normale quelques secondes du va-et-vient habituel de la circulation, les calèches, les chariots, et la foule des piétons. Ensuite, durant huit heures chaque jour (pour éviter les basses lumières et la nuit), quelques images animées sont prises toutes les demi-heures. Une journée passe donc à l’écran en une à deux secondes (à la cadence de l'époque du muet : 16 images par seconde), les ombres portées tournoient à grande vitesse, les piétons s’activent comme des insectes. Le store d’une boutique s’ouvre et se ferme à un rythme infernal. Les étages du Star Théâtre disparaissent l'un après l'autre. Quand seuls subsistent des monceaux de pierres que des fardiers débarrassent, un autre morceau du film à vitesse normale montre les piétons, indifférents aux ruines, qui vaquent à leurs occupations. Après le tournage, F. S. Armitage a dû, comme Georges Méliès, nettoyer le film des images surexposées enregistrées à chaque arrêt et redémarrage. Ce n’était pas à proprement parler de l’image par image, de l'animation sur des objets ou des personnages réels, c'est-à-dire de la pixilation, mais c'était bien la technique de l'arrêt de caméra.

## Cinéma moderne
Depuis sa découverte, l’arrêt de caméra est utilisé très couramment dans les films. C’est le moyen que l’on emploie pour faire apparaître des personnages doués d’ubiquité. Par exemple, Marcel Carné fait apparaître un certain personnage maléfique par ce procédé dans Les Visiteurs du soir, et Jean Cocteau, avide de trucages dans ses films, s’en sert pour La Belle et la Bête, et pour Orphée. Dans les années 1920, ce sont les réalisateurs des films dits d’avant-garde, qui l’utilisent. Même Dziga Vertov, militant du Parti bolchevique, fait appel au procédé pour L'Homme à la caméra, quand un prestidigitateur chinois exécute des tours à la Georges Méliès devant de jeunes enfants ébahis.
Mais les exemples plus récents sont aussi innombrables. En 2001, dans Le Seigneur des anneaux, le personnage principal, Frodon, porteur de l’anneau pour le mener à sa destruction, disparaît aux yeux des mortels dès qu’il l’enfile à l’un de ses doigts. L’arrêt de caméra est finalisé aujourd’hui par des moyens numériques, mais il s’agit toujours du même trucage. En 2003, dans Un Long dimanche de fiançailles, Jean-Pierre Jeunet reprend le truquage « pour couper la tête de Tina Lombardi, veuve vengeresse de son amant, un proxénète corse qui s’est volontairement tiré une balle dans la main afin d’être réformé et qui a été condamné à mort par un tribunal militaire. La belle et sombre Tina, menée à la guillotine, perd sa tête comme la Marie Stuart du Black Maria, en deux temps, deux mouvements, grâce à l’arrêt de caméra. »